# Malcom
Malcom Filipe Silva De Oliveira (født 26. februar 1997), kendt som bare Malcom, er en brasiliansk professionel fodboldspiller, som spiller for Saudi Professional League-klubben Al-Hilal og Brasiliens landshold.

## Baggrund
Malcom er opkaldt efter den amerikanske aktivist Malcom X.

## Klubkarriere

### Corinthians
Malcom begyndte sin karriere hos sin lokalklub Corinthians, og gjorde sin førsteholdsdebut i marts 2014.

### Bordeaux
Malcom skiftede i januar 2016 til franske Bordeaux. Han tilbragte 2,5 sæsoner i klubben, hvor han etablerede sig som en fan favorit.

### Barcelona
Malcom skiftede i juli 2018 til Barcelona i et kontroversielt skifte, efter at det havde lykkedes Barcelona at stjæle Malcom i det sidste sekund, i det at han var på vej til at skifte til AS Roma.

### Zenit Skt. Petersborg
Efter kun en enkelt sæson i Barcelona, skiftede Malcom i august 2019 til russiske Zenit Skt. Petersborg.

### Al-Hilal
Malcom skiftede i juli 2023 til saudiarabiske Al-Hilal.

## Landsholdskarriere

### Ungdomslandshold
Malcom har repræsenteret Brasilien på U/20-niveau.

### Olympiske landshold
Malcom var del Brasiliens trup, som vandt guld ved sommer-OL 2020.

### Seniorlandshold
Han debuterede for Brasiliens landshold den 17. juni 2023.

## Titler
Corinthians
- Campeonato Brasileiro Série A: 1 (2015)

Barcelona
- La Liga: 1 (2018-19)

Zenit Skt. Petersborg
- Ruslands Premier League: 4 (2019-20, 2020-21, 2021-22, 2022-23)
- Russiske Cup: 1 (2019-20)
- Russiske Super Cup: 4 (2020, 2021, 2022, 2023)

Brasilien U/23
- Sommer-OL: Guldmedalje: 1 (2020)
- Ruslands Premier League Topscorer: 1 (2022-23)
- Ruslands Premier League Årets spiller: 1 (2022-23)